# فرنسيس بي. هيلدبراند
فرنسيس بي. هيلدبراند (بالإنجليزية: Francis B. Hildebrand) هو رياضياتي أمريكي، ولد في 1915، وتوفي في 29 نوفمبر 2002.